# Волче (Північна Македонія)
Волче (мак. Волче) — село у Північній Македонії, входить до складу общини Македонський Брод Південно-Західного регіону.
Населення — 7 осіб (перепис 2002), за етнічним складом — усі македонці.
У 1932-1933 роках у Волче перебував польський етнолог та антрополог Йозеф Обрембський. На македонську мову перекладено чотири книги цього автора, де детально описується життя та побут регіону Поріччя.